# Montejaque
Montejaque is een gemeente in de Spaanse provincie Málaga in de regio Andalusië met een oppervlakte van 46 km². In 2007 telde Montejaque 995 inwoners.